# Canthidium pullus
Canthidium pullus là một loài bọ cánh cứng trong họ Bọ hung (Scarabaeidae).